# Estriol liên hợp
Estriol liên hợp, được bán dưới tên thương hiệu Progynon và Emmenin, là một loại thuốc estrogen trước đây được sử dụng cho các chỉ định loại estrogen như điều trị các triệu chứng mãn kinh ở phụ nữ. Thuật ngữ này đặc biệt đề cập đến các công thức liên hợp estriol được sản xuất từ nước tiểu giàu estrogen của phụ nữ mang thai và được sử dụng làm thuốc trong những năm 1920 và 1930. Estriol liên hợp tương tự và được thay thế bởi estrogen liên hợp (tên thương hiệu Premarin), được sản xuất từ nước tiểu của ngựa cái. Estriol liên hợp là một trong những dạng estrogen dược phẩm đầu tiên được sử dụng trong y học. Nó được dùng bằng đường uống.
Các thành phần chính của estriol liên hợp là estriol glucuronide và ở mức độ thấp hơn estriol sulfates. Estrogen glucuronide có thể được khử thành estrogen tự do tương ứng bởi β-glucuronidase trong các mô biểu hiện enzyme này, như tuyến vú, gan và thận, trong số những người khác. Tương tự như vậy, estrogen sulfate có thể được khử lưu huỳnh vào estrogen tự do tương ứng bởi steroid sulfatase trong các mô biểu hiện enzyme này. Do đó, liên hợp estrogen có hoạt động estrogen thông qua chuyển đổi thành estrogen không liên hợp.

## Progynon

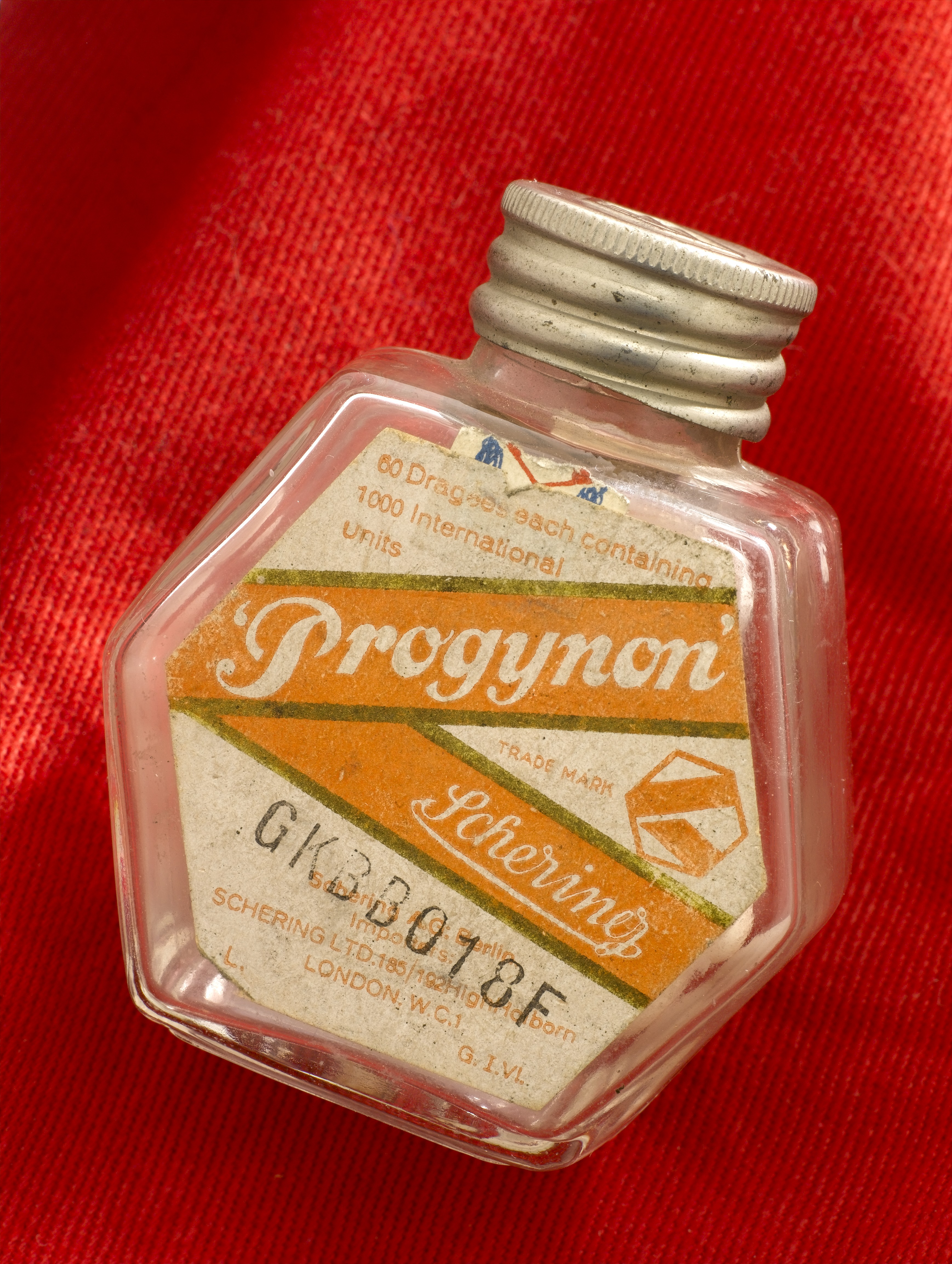
Progynon (Schering).

Progynon là một công thức estrogen hoạt động bằng đường uống được phát triển bởi Adolf Butenandt tại Schering và được giới thiệu ở Đức vào năm 1928. Nó đã được báo cáo là sản phẩm hormone giới tính đầu tiên và do đó cũng là sản phẩm estrogen đầu tiên được giới thiệu cho sử dụng y tế.  Progynon ban đầu là một chiết xuất từ buồng trứng hoặc nhau thai, nhưng Schering sớm chuyển sang lý do kinh tế để sử dụng nước tiểu của những phụ nữ mang thai muộn.  Hình thức Progynon này về cơ bản là cùng một sản phẩm với Emmenin, được phát triển bởi James Collip tại Ayerst và được giới thiệu ở Canada vào năm 1930 (và ở U.S. vào năm 1934).
Để tiếp tục giảm chi phí sản xuất Progynon, Schering cuối cùng đã chuyển sang sử dụng nước tiểu của ngựa cái mang thai và gọi sản phẩm mới là Progynon 2. Ayerst tiếp theo phù hợp, với sự ra đời của Premarin (estrogen ngựa liên hợp) vào năm 1941.  Premarin sớm thay thế Emmenin và từ đó không chỉ trở thành một loại estrogen được sử dụng rất rộng rãi mà còn là một trong những loại thuốc được kê đơn rộng rãi nhất ở Bắc Mỹ.
Cả Progynon và Emmenin đều chứa hỗn hợp estrogen tan trong nước, được xác định sau đó chủ yếu là estriol glucuronide. Sự kết hợp của estriol như estriol glucuronide và estriol sulfat tạo thành hơn 90% estrogen trong nước tiểu của phụ nữ mang thai. Trong số các liên hợp này, 35 đến 46% là estriol glucuronide và 15 đến 22% là estriol 3-sulfate ở thai kỳ muộn; estriol sulfate glucuronide liên hợp kép (có lẽ là estriol 3-sulfate 16α-glucuronide) cũng xảy ra.
Progynon cũng là tên mà Butenandt ban đầu đã đặt estrone (mà ông đã phân lập vào năm 1929) trong ấn phẩm đầu tiên về chất này (và sau này được gọi là folliculine, với tên estrone cuối cùng không được sử dụng cho đến năm 1935). Ngoài Progynon và Progynon 2, tên Progynon cũng đã được sử dụng trong một loạt các sản phẩm estrogen khác tiếp thị bởi Schering, bao gồm Progynon-B (estradiol benzoate), Progynon-DH (estradiol; "dihydroxyestrin"), Progynon-DP (estradiol dipropionate), Progynon-C (ethinylestradiol), Progynova (estradiol valerate) và Progynon Depot (estradiol valerate, estradiol undecylate).

## Emmenin

Emmenin (Ayerst).

Emmenin là một công thức estrogen hoạt động bằng đường uống được phát triển bởi James Collip tại Ayerst và được giới thiệu ở Canada vào năm 1930 và Hoa Kỳ vào năm 1934. Nó ban đầu là một chiết xuất thu được từ nhau thai người. Tại một số điểm, nó dường như đã được thay đổi thành một chiết xuất nước tiểu của những phụ nữ mang thai muộn, có thành phần tương đương nhưng ít tốn kém hơn về nguồn, và về cơ bản là cùng một sản phẩm như Progynon, có liên quan estrogen được phát triển bởi Adolf Butenandt tại Schering và được giới thiệu ở Đức. Những sản phẩm estrogen này là estrogen hoạt động bằng miệng đầu tiên được bán trên thị trường cho mục đích y tế.
Để giảm chi phí sản xuất Emmenin và Progynon, Ayerst và Schering cuối cùng đã chuyển sang sử dụng nước tiểu của ngựa mang thai (có chứa estrogen ngựa liên hợp, chủ yếu là estrone sulfat)  và gọi sản phẩm mới của họ là Premarin và Progynon 2, tương ứng. Premarin được Ayerst giới thiệu vào năm 1941  và không chỉ trở thành một loại estrogen được sử dụng rất rộng rãi mà còn là một trong những loại thuốc được kê đơn rộng rãi nhất ở Bắc Mỹ.
Cả Emmenin và Progynon đều chứa hỗn hợp estrogen liên hợp tan trong nước, sau đó được xác định chủ yếu là estriol glucuronide. Sự kết hợp của estriol như estriol glucuronide và estriol sulfat tạo thành hơn 90% estrogen trong nước tiểu của phụ nữ mang thai. Trong số các liên hợp này, 35 đến 46% là estriol glucuronide và 15 đến 22% là estriol 3-sulfate ở thai kỳ muộn; estriol sulfate glucuronide liên hợp kép (có lẽ là estriol 3-sulfate 16α-glucuronide) cũng xảy ra. Không giống như estrogen không liên hợp như estradiol và estrone, những estrogen này hoạt động bằng đường uống.